# Nie odchodź ode mnie
Nie odchodź ode mnie (ang. Escape Me Never) – brytyjski film z 1935 roku w reżyserii Paula Czinnera.

## Nagrody i nominacje
| Nazwa nagrody | Wygrane            | Nominacje                                                |
| ------------- | ------------------ | -------------------------------------------------------- |
| Oscar         | 1936 bez rezultatu | 1936 Najlepsza aktorka pierwszoplanowa Elisabeth Bergner |